# Trono de sangre
Trono de sangre (蜘蛛巣城 Kumonosu-jō) es una película japonesa de 1957 coescrita y dirigida por Akira Kurosawa. Protagonizada por Toshiro Mifune e Isuzu Yamada, es una adaptación de la obra Macbeth de William Shakespeare trasladada al Japón feudal, con elementos estilísticos extraídos del nō.
La película se puede relacionar, por su ambientación en el periodo de guerras civiles japonesas, con otras dos obras cuyo contexto histórico comparten: Los siete samuráis (1954) y La fortaleza escondida (1958). Está incluida en la lista "1001 películas que deberías ver antes de morir" realizada por Steven Schneider.

## Argumento
La película narra la historia de dos samuráis, Washizu (Toshiro Mifune) y su mejor amigo Miki (Minoru Chiaki), quienes regresan a casa después de ganar una batalla que implica una victoria más para su señor feudal Tsuzuki (Takamaru Sasaki). Mientras están el bosque en el camino de vuelta ambos se encuentran con una extraña anciana (Chieko Naniwa) quien resulta ser una bruja que les revela una profecía en la que ambos lograrán convertirse en figuras poderosas. Según la profecía Washizu será el capitán de la Fortaleza del Norte y, posteriormente, se convertirá en el señor de la Fortaleza del Bosque de las Telarañas. Su amigo Miki será capitán de la Primera Fortaleza y su hijo será, finalmente, el señor de la Fortaleza del bosque de las Telarañas. No obstante la anciana no menciona que ese futuro estará bañado en sangre. Cuando ambos regresan a la propiedad del señor Tsuzuki este los recompensará con lo que la anciana había predicho.
Motivado por las ansias de poder de su esposa (Isuzu Yamada) Washizu, apoyado por su amigo Yoshiaki, conspira primero contra su señor y posteriormente traiciona a su amigo Miki y al hijo de este (Akira Kubo) que, sin embargo, consigue escapar a sus asesinos. Este se preparará para asediar el castillo de las telarañas. Antes del asedio Washizu recibe otra visita de la bruja que le pronostica que no perderá ninguna batalla hasta que se mueva el bosque cercano a su fortaleza. Durante el asedio el bosque empieza a moverse y los hombres de Washizu deciden asesinarlo por miedo a que se cumpla esa última profecía. Sin embargo al morir se descubre que, en realidad, esa profecía era un ardid y eran los soldados rivales, ocultos bajo los árboles, los que hacían parecer que el bosque se estaba moviendo.

## Reparto
- Toshirō Mifune - Taketoki Washizu
- Isuzu Yamada - Lady Asaji Washizu
- Takashi Shimura - Odagura Noriyasu
- Akira Kubo - Miki Yoshiteru
- Hiroshi Tachikawa - Kunimaru Tsuzuki
- Minoru Chiaki - Yoshiaki Miki
- Takamaru Sasaki - Tsuzuki Kuniharu
- Gen Shimizu - Samurái Washizu
- Kokuten Kōdō - Comandante
- Kichijirō Ueda - Empleado de Washizu
- Eiko Miyoshi - Anciana en el castillo
- Chieko Naniwa - Anciana fantasma
- Nakajirō Tomita - Comandante
- Yū Fujiki - Samurái Washizu
- Sachio Sakai - Samurái Washizu
- Shin Ōtomo - Samurái Washizu
- Yoshio Tsuchiya - Samurái Washizu
- Yoshio Inaba - Comandante
- Takeo Oikawa - Acompañante de Miki
- Akira Tani - Soldado Washizu
- Ikio Sawamura - Soldado Washizu
- Yutaka Sada - Samurái Washizu
- Seijirō Onda - Acompañante de Miki
- Shinpei Takagi - Comandante
- Masao Masuda - Comandante
- Mitsuo Asano - Samurái Washizu
- Shōbun Inoue - Sirviente
- Asao Koike - Soldado Tsuzuki
- Takeshi Kato - Guardia asesinado por Washizu
- Hitoshi Takagi - Guardia Tsuzuki
- Michiya Higuchi - Guardia Tsuzuki
- Senkichi Ōmura - Samurái Washizu
- Gorô Sakurai - Sirviente
- Shirô Tsuchiya - Comandante
- Takeo Matsushita - Comandante
- Jun Ōtomo - Comandante
- Kamayuki Tsubono - Sirviente
- Fuminori Ōhashi - Samurái
- Isao Kimura - Samurái fantasma
- Seiji Miyaguchi - Samurái fantasma
- Nobuo Nakamura - Samurái fantasma

## Producción
Para la realización de la película Kurosawa realizó una adaptación de Macbeth de William Shakespeare cambiándola de contexto histórico. Para ello muestra una idea del ser humano como alguien manipulable, por factores internos (como su propia ambición) o externos (como la sociedad), y el condicionamiento de la vida en torno a un destino que transforma sus deseos o aumenta su codicia.

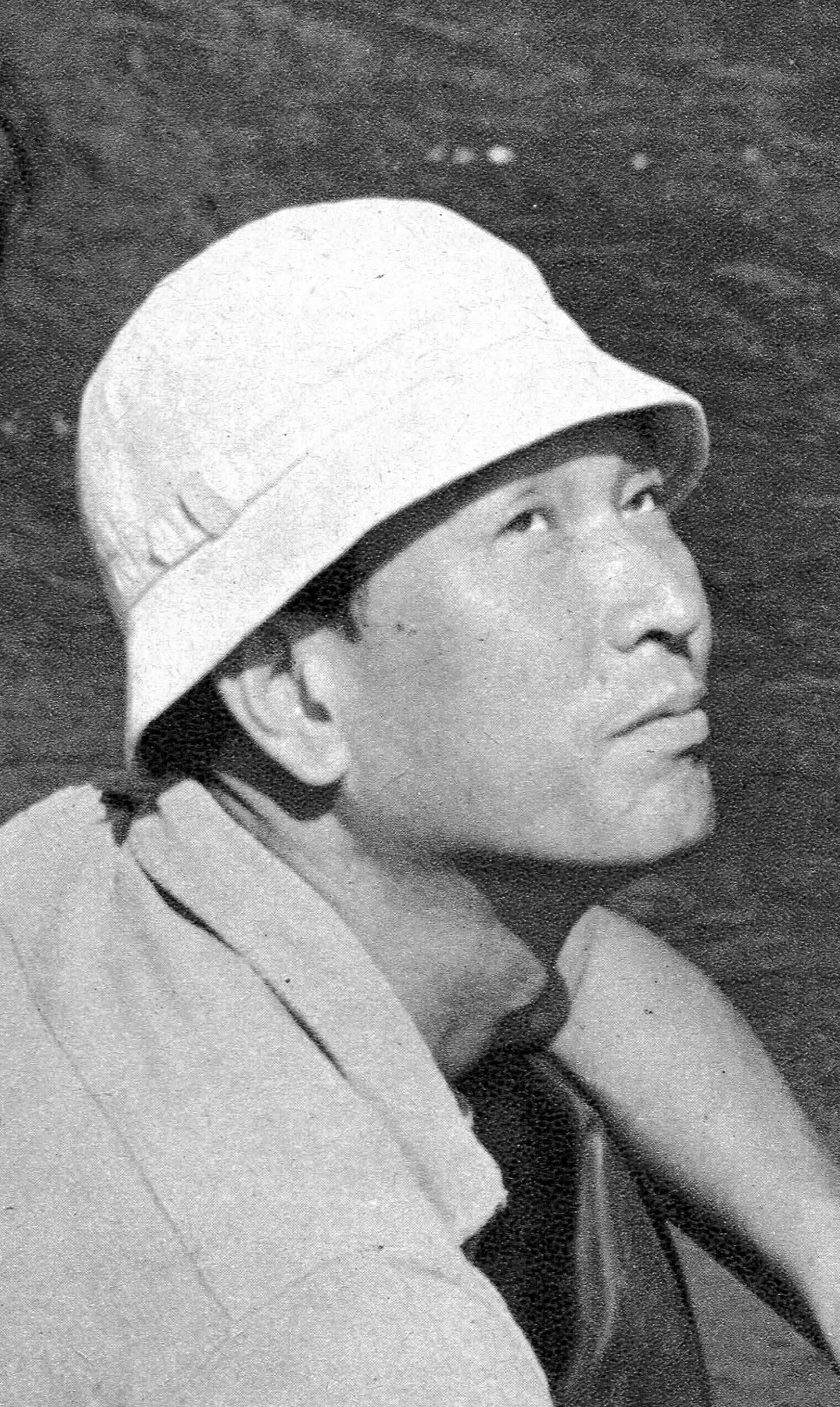
Akira Kurosawa

"Soy japonés, y pienso en tanto que japonés, y realizo mis películas con este estado de ánimo. No he estado nunca influenciado por el extranjero. Cuando leí Macbeth, lo encontré muy interesante. Me hacía pensar en muchas cosas. El Japón de la guerra civil y la época de Shakespeare se parecen mucho. Los personajes también. Coger a Shakespeare y adaptarlo a un contexto japonés no fue demasiado difícil. El nō es una forma de expresión única en el mundo. Tiene un impacto formidable. Luego si yo no hubiera tomado esta expresión, los personajes no habrían tenido el mismo impacto. Yo adoró el nō y asisto a él a menudo, luego es normal que me inspire en él"
Akira Kurosawa (1991) 